# George Derwent Thomson
George Derwent Thomson (19. srpna 1903 Dulwich, Londýn – 3. února 1987 Birmingham) byl britský klasický filolog, marxistický historik a filozof, profesor staré řečtiny na Birminghamské univerzitě, zahraniční člen Československé akademie věd.

## Život a dílo
Narodil se 19. srpna 1903 v rodině úředníka ve čtvrti West Dulwich na jižním okraji Londýna. Vystudoval klasickou filologii na King's College v Cambridgi a pak odjel na studijní pobyt na univerzitu v Dublinu (1926—7). Po krátkém působení v Cambridgi (1927—8) se vrátil do Irska a vyučoval na univerzitách v Dublinu a v Galwayi. Z této doby pocházejí jeho práce o řecké metrice (Greek Lyric Metre, Cambridge 1929), dále vydání Euripidovy Alkestidy (1932) a Aischylova Spoutaného Prométhea (1933) s irskými předmluvami a komentáři. Ve 30. letech se Thomson přiklonil k marxismu a vstoupil do komunistické strany.
V letech 1934–1936 vyučoval opět v Cambridgi a v roce 1937 se stal profesorem staré řečtiny na Birminghamské univerzitě. Těžištěm jeho badatelské činnosti byl výzkum řeckého dramatu, zejména tvorby Aischylovy. V roce 1938 publikoval v Cambridgi komentované vydání Aischylovy tragédie Oresteia (přepracované 2. vydání vyšlo v Praze r. 1966). Jeho nejproslulejší dílo Aeschylus and Athens (Londýn 1941) bylo po skončení druhé světové války přeloženo do řady jazyků (česky r. 1952). Na tento spis navazovala rozsáhlá práce o vývoji staré řecké společnosti Studies in Ancient Greek Society I. The Prehistoric Aegean (Londýn 1949) a její druhý díl Studies in Ancient Greek Society II. The First Philosophers (Londýn 1955). Také tato díla se záhy objevila v cizojazyčných překladech (česky 1. díl r. 1952, 2. díl r. 1958).
V uvedených monografiích shromáždil Thomson rozsáhlý materiál mnohostranně osvětlující formování rané řecké společnosti, analyzoval řeckou mytologii, básnickou tradici, filozofické představy atd. Některé jeho názory vyvolaly polemiku. Např. oproti převládajícímu mínění, dle kterého byli pythagorejci aristokraté, Thomson hájil hypotézu, „že pythagoreismus byl zvláštní formou ideologie demokratů, tj. průmyslníků a obchodníků, provádějících koloniální politiku v jižní Itálii".
Kromě vědeckých monografií publikoval i řadu statí v odborných časopisech o různých otázkách antické historie a kultury. Uveřejňoval však i publikace a články, v nichž se obracel na širší veřejnost. Do této kategorie patří knížka Marxism and Poetry (London — New York 1946, česky r. 1979) o obecných zákonitostech básnické tvorby a jejich vztahu ke společenskému vývoji. Problémům soudobé společnosti jsou věnovány i práce An Essay on Religion (London 1949), From Marx to Mao Tse-tung: A study in revolutionary dialectics (1971), Capitalism and After: The rise and fall of commodity production (1973); The Human Essence. The Sources of Science and Art (London 1974).
George Thomson udržoval intenzivní styky s československými vědci. Sám o tom napsal: „Rád bych poděkoval ... svým kolegům z katedry věd o antickém starověku Karlovy university v Praze, s nimiž jsem měl mnohé dlouhé a živé diskuse a jimž vděčím za více, než vůbec lze vyjádřit slovy." Z jeho podnětu byla v dubnu 1957 uspořádána v Liblicích mezinárodní konference o antickém starověku. Kromě badatelů z Československa a dalších socialistických zemí se jí zúčastnil i Thomson a jeho žák R. F. Willetts. Na konferenci byl založen Výbor pro podporu klasických studií v socialistických zemích, jenž byl později podle periodika, které vydává, přejmenován na Komitét Eiréné. I když Thomson nemohl být formálně členem tohoto sdružení, měl o jeho vznik značnou zásluhu. Roku 1960 byl zvolen zahraničním členem Československé akademie věd. O tři roky později byl na Filozofické fakultě Univerzity Karlovy vydán k poctě jeho šedesátých narozenin cizojazyčný sborník Geras, do něhož přispěli badatelé z Velké Británie, Československa a řady dalších zemí.
V roce 1968 patřil k těm evropským levicovým intelektuálům, kteří ostře odsoudili invazi vojsk Varšavské smlouvy do Československa. V roce 1979 mu Soluňská univerzita udělila čestný doktorát. Zemřel v Birminghamu 3. února 1987.

## České a slovenské edice
- THOMSON, George Derwent. Aischylos a Athény: o původu umění ve starověkém Řecku. Praha: Rovnost, 1952. 504 s. cnb000406338.
- THOMSON, George Derwent. O staré řecké společnosti. Egejská oblast v pravěku. Praha: Rovnost, 1952. 595 s. cnb000507312.
- THOMSON, George Derwent. O staré řecké společnosti. II, První filosofové. Překlad Soňa Nová a Zora Wolfová. Praha: Státní nakladatelství politické literatury, 1958. 354 s. cnb000448806.
- THOMSON, George. Marxizmus a poézia. Bratislava: Slovenský spisovateľ, 1953. 115 s.
- THOMSON, George Derwent. Marxismus a poezie. Překlad Jarmila Urbánková. Vydání první. Praha: Československý spisovatel, 1979. 105 s. cnb000155587.

V roce 1966 vydalo nakladatelství Československé akademie věd Aischylovu Oresteiu s komentářem G. D. Thomsona:
- AISCHYLOS. The Oresteia of Aeschylus (I, II). 2., new edition, revised and enlarged. Prague: Academia, 1966. 2 svazky (277 a 259 s.). cnb002608910. [Předmluvu, anglický překlad a komentář napsal George D. Thomson s použitím nepublikovaného výzkumu předčasně zesnulého W. G. Headlama.]